# Castell de Pena (Cases de Pena)
El Castell de Pena és un castell medieval d'estil romànic dels segles XII-XIV situat en el terme comunal de Cases de Pena, a la comarca del Rosselló (Catalunya Nord).
Està situat dalt d'un esperó rocós enlairat a la dreta de l'Aglí, a prop i al sud-oest del poble de Cases de Pena.
Les restes del castell estan molt desfetes, i en part reaprofitades per a l'ermita de Nostra Senyora de Pena, que ocupa el lloc on va ser el castell.